# Ljubiša Broćić

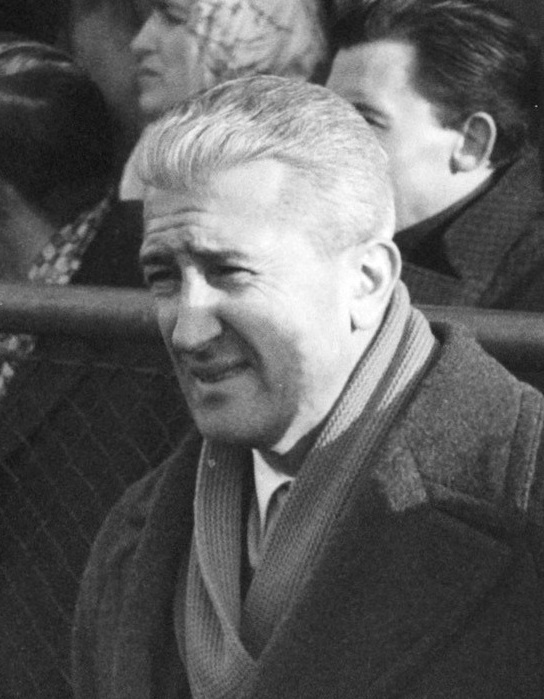
Broćić als trainer van PSV (1959)

Ljubiša Broćić (Guča, 3 oktober 1911 – Melbourne, 16 augustus 1995) was een Joegoslavisch voetbaltrainer.
Broćić was de eerste trainer van PSV in de Eredivisie. In het seizoen 1956/57 werd de Joegoslaaf aangetrokken. Hij eindigde dat jaar vijfde met PSV en vertrok na dat jaar naar Juventus, waarmee hij de titel behaalde. Hij trainde nog in Egypte en Libanon voordat hij in 1959 terugkeerde naar PSV. Omdat Frans Otten zich met de opstelling bemoeide verliet Broćić PSV wederom na een jaar, waarna hij naar Barcelona ging.
Broćić stond bekend als een trainer die zich meer met tactiek bezighield dan in die tijd gewoon was. Al zei Coen Dillen veel van hem opgestoken te hebben op technisch gebied: 'Hij heeft mij vooral getraind in het passeren van een tegenstander. Ik moet eerlijk zeggen dat ik door gebruik te maken van schijnbewegingen gemakkelijker een speler passeer, waardoor ik de gelegenheid om te scoren aanmerkelijk vergroot.'

## Loopbaan als trainer
| Periode   | Club               | Land          | Competitie                      | Functie    |
| --------- | ------------------ | ------------- | ------------------------------- | ---------- |
| 1951      | Rode Ster Belgrado | Joegoslavië   | Prva Liga (voetbal Joegoslavië) | Trainer    |
| 1952      | FK Vojvodina       | Joegoslavië   | Prva Liga (voetbal Joegoslavië) | Trainer    |
| 1953      | Rode Ster Belgrado | Joegoslavië   | Prva Liga (voetbal Joegoslavië) | Trainer    |
| 1954-1955 | Egypte             | Egypte        |                                 | Bondscoach |
| 1956-1957 | PSV                | Nederland     | Eredivisie)                     | Trainer    |
| 1957-1958 | Juventus           | Italië        | Serie A                         | Trainer    |
| 1958-1959 | PSV                | Nederland     | Eredivisie)                     | Trainer    |
| 1960-1961 | FC Barcelona       | Spanje        | Primera División                | Trainer    |
| 1961      | CD Tenerife        | Spanje        | Primera División                | Trainer    |
| 1962      | Koeweit            | Koeweit       |                                 | Bondscoach |
| 1964-1966 | Nieuw-Zeeland      | Nieuw-Zeeland |                                 | Bondscoach |
| 1968-1969 | South Melbourne FC | Australië     | Victorian Premier League        | Trainer    |
| 1969      | Nieuw-Zeeland      | Nieuw-Zeeland |                                 | Bondscoach |
| 1970      | South Melbourne FC | Australië     | Victorian Premier League        | Trainer    |
| 1971-1975 | Koeweit            | Koeweit       |                                 | Bondscoach |
| 1980      | Bahrein            | Bahrein       |                                 | Bondscoach |